# Tracte just
"Tracte just" (títol original en anglès "Fair Trade") és el tretzè episodi de la tercera temporada i el 55è del total de la sèrie de televisió de ciència-ficció estatunidenca Star Trek: Voyager. Va ser dirigit per Alexander Singer amb un guió de Brannon Braga. Fou emès a la televisió el 8 de gener de 1997 a la cadena UPN.
Ambientada al segle XXIV, la sèrie segueix les aventures de la tripulació de la Flota Estel·lar i els Maquis de la nau estel·lar USS Voyager després de quedar encallats al Quadrant Delta a desenes de milers d’anys llum de distància de la resta de la Federació. En aquest episodi la nau espacial de la Federació USS Voyager ha arribat a una estació comercial avançada a la vora d'una nova regió de l'espai. Neelix, un nadiu del quadrant Delta que ha estat treballant com a guia i enllaç per a la nau espacial, està preocupat per haver superat la seva utilitat a bord de la nau perquè la nova regió és el més llunyà que ha viatjat. James Nardini és l'estrella convidada com a personatge Wixiban.

## Argument
La Voyager es troba amb una regió de l'espai coneguda com l' "Expansió Nekrit". Neelix no està familiaritzat amb l'espai més enllà, cosa que li fa preocupar que ja no serà útil com a guia. La Voyager s'acobla a una estació espacial propera per carregar subministraments i informació, on Neelix es troba amb un vell amic talaxià anomenat Wixiban. Neelix s'ofereix a ajudar Wixiban a recuperar subministraments mèdics a canvi d'un mapa de l'Expansió. Tanmateix, l'intercanvi en realitat implica narcòtics il·legals. El comerciant incompleix l'acord i intenta matar-los un cop rep els productes, però Wixiban dispara i mata el comerciant. Els talaxians escapen sense ser detectats, però Neelix està furiós.
Bahrat, el propietari de l'estació espacial, investiga l'incident i descobreix que l'arma assassina era un faser de la Voyager. Neelix i Wixiban són interrogats per Tuvok; Wixiban nega tenir coneixement de l'incident. Quan Tuvok marxa, Wixiban explica que el tràfic de drogues no era el seu pla, sinó que simplement treballava com a agent per pagar deutes que tenia amb els Kolaati, un grup despietat de traficants de drogues. Li demana a Neelix que robi una mostra del plasma de curvatura de la «Voyager» per als Kolaati, recordant-li que la «Voyager» està preparada per abandonar-lo.
Mentre està a la «Voyager», Neelix es troba amb Tom Paris i li pregunta com va acabar a la presó abans d'unir-se a la tripulació, i Tom explica que va ser perquè va ser deshonest i li va costar car. Just quan Neelix està a punt d'extreure una mostra de plasma de curvatura, retrocedeix i va cap a Wixiban, insistint que han de dir la veritat. Moments després, Bahrat arriba i arresta Tom Paris i Chakotay, acusant-los de l'assassinat, ja que van ser vistos en videovigilància parlant amb el comerciant assassinat. Neelix i Wixiban van a Bahrat i confessen el crim, però ofereixen exposar els Kolaati si Bahrat no els acusa. S'organitza una trampa, però finalment surt malament, provocant una explosió.
Neelix es desperta a la infermeria. S'assabenta que els càrrecs s'han retirat, que els Kolaati han estat arrestats i que Wixiban ha pogut marxar. La capitana Janeway l'enfronta i el renya durament per les seves accions, però afegeix que és més que un simple membre de la tripulació, sinó que forma part d'una família. Ella el posa en servei de càstig, però ell se sent immensament alleujat.

## Actors convidats
- James Nardini - Wixiban
- Carlos Carrasco - Bahrat
- Alexander Enberg - Vorik
- Steve Kehela - Sutok
- James Horan - Tosin

## Producció
Es va filmar una escena de ruptura entre Neelix i Kes per a l'episodi, però finalment es va tallar per manca de temps.

## Recepció
El 2021, The Digital Fix va considerar que es tractava d'un intent de desenvolupar el personatge de Neelix, que segons ells té una "crisi de propòsit" a les terres salvatges del quadrant Delta. Jamahl Epsicokhan a Jammer's Review també destaca que per primer cop ofereix una imatge de Neelix on la seva actuació ja no és previsible. Per la seva, Keith DeCandido a tor.com li atorga 7 punts sobre 10,  ja que considera que la història de crim és força simplista i directa, però funciona, fins a l'escena final, "on sembla que Neelix estigui exhalant un alè que ha estat retenint durant tot l'episodi quan Janeway deixa clar que no el farà fora de la nau".

## Premis
Aquest episodi va guanyar un premi Emmy per «Millor pentinat per a una sèrie».

## Citacions
- Robinson, Ben; Wright, Mark. Star Trek: Voyager – A Celebration.  Hero Collector, 2020. ISBN 9781858756141.
- Ruditis, Paul. Star Trek Voyager Companion.  Pocket Books, 2003. ISBN 9780743417518.